# August Eiebakke

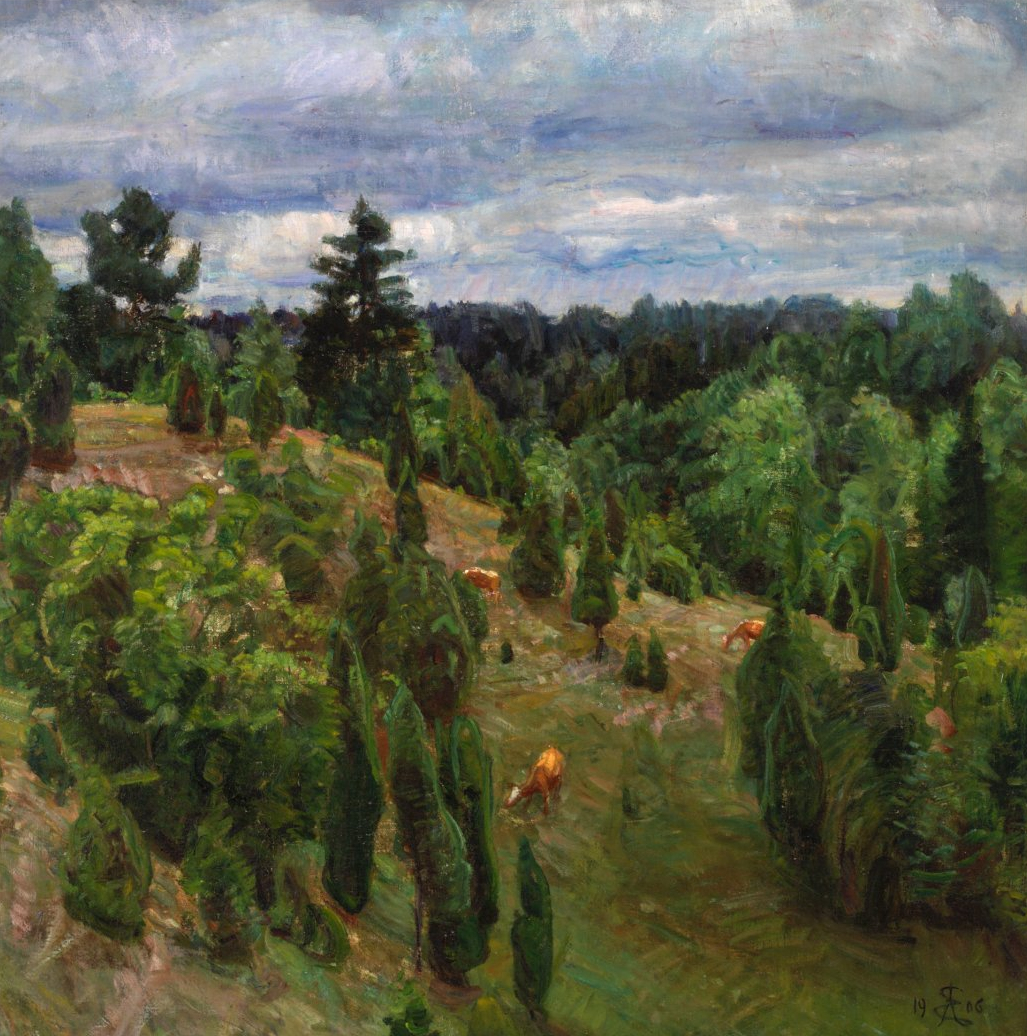
Eiebakkes Grønt landskap (1906).

August Eiebakke, född 25 juni 1867 i Askim, död 21 juni 1938, var en norsk konstnär.
Eiebakke utförde uppmärksammande religiösa bilder men hämtade främst sina motiv från vardagslivet. Han var en av det tidiga 1900-talets främsta folklivsskildrare inom norskt måleri. Eiebakke är rikt representerad på Nationalgalleriet, Oslo.